# 童貫
童貫（1054年—1126年），字道夫，開封府（今河南省開封市）人，北宋权阉。因其生性巧媚，善于奉承，深得宋徽宗赏识，受封為廣陽郡王。童贯是中国历史上掌控军权最大的宦官，这亦是少数宋朝宦官专政的時期。

## 生平
出自宦官李憲門下，生性巧媚，“狀魁梧，偉觀視”。在杭州搜刮書畫時，與蔡京勾結。蔡京通過童貫，使其書法作品得到宋徽宗的賞識，得以重返朝政。人稱蔡京为「公相」，稱童貫为「媼相」。童貫後在西北監軍，曾擊破西夏，收復四川、洮州“握兵二十年，權傾一時”。大观二年（1108年）五月，童貫成为北宋有史以來第一位宦官节度使。史家李心传说：“真庙以来，宦者官虽尊，止于遥郡承宣使而已”。但仍無法阻攔徽宗對童貫的賞識，後於政和元年（1111年）童贯晉升太尉，领枢密院，但因亂權貪污而被時人稱為「六賊」之一。
政和元年（1111年）出使遼國，私下與遼朝南院大臣馬植秘謀收復燕雲十六州。後馬植化名赵良嗣潜入北宋，献联金抗遼之策。促使1120年宋金兩國結成海上之盟，協議金攻遼中京，而宋攻遼燕京。宋廷遣童貫二十萬軍隊北伐燕京，大敗而回，嚴重暴露宋兵的腐化，為之後的靖康之難埋下禍根。
宣和元年（1119年）三月，童貫遣知熙州劉法出師攻統安城，西夏人伏兵擊之，劉法敗歿，震武軍受圍。
宣和元年（1119年）四月庚寅，童貫以鄜延、環慶兵大破西夏人，平其三城。
宣和元年（1119年）秋七月甲寅，以童貫為太傅。
宣和二年（1120年）十二月丁亥，改譚稹為兩浙制置使，徽宗以童貫為江、淮、荊、浙宣撫使與王淵、韓世忠率兵15万，镇压方腊起义，因功封太师。
宣和七年（1125年），金朝完顏杲、完顏宗望、完顏宗翰入侵宋朝，宋徽宗退位，立刻逃跑，欲至江南。徽宗自稱上皇，以宋欽宗即位。欽宗以童貫為東京留守，童貫怕死，跟隨上皇南遊。
貫在西方募集高大少年大約一萬人，號稱勝捷軍，以之為親軍，擁之自隨。上皇過浮橋，衛士們攀登眺望，紛紛痛哭，貫唯恐行不速，使親軍射之，中矢而踣者百餘人，道路流涕，於是諫官、御史與國人議者蜂起。初貶左衛上將軍，連謫昭化軍節度副使，發配英州、吉陽軍。行未至，詔數其十大罪，命監察御史張澂跡其所至，蒞斬之，及於南雄。既誅，函首赴闕，梟首於市場上。

## 民間印象
在民間對童貫的印象相當惡劣，曾流传这样的歌谣：“打破筒（童貫），泼了菜（蔡京），便是人间好世界。”
《大宋宣和遺事·元集》對童貫有所記載。

### 小說
- 《水滸傳》
- 《水滸後傳》

## 延伸阅读
[在维基数据编辑]
 《宋史·卷468》，出自脱脱《宋史》
 在维基共享资源阅览影像
何冠環：《功臣禍首：北宋末內臣童貫事蹟考》（花木蘭文化，2020）。